# Lyukman Adams
Lyukman Rasakovich Adams (en russe : Люкман Расакович Адамс, né le 24 septembre 1988 à Leningrad) est un athlète russe, spécialiste du triple saut.

## Biographie
Son prénom se prononce comme l'anglais « look man ». Son père était un étudiant nigérian en médecine, installé en Union soviétique et sa mère est russe : selon toute vraisemblance, c'est le premier athlète faisant partie de l'équipe nationale à être métis africano-russe. Son meilleur saut est de 17,53 m (en 2012). Il a été champion d'Europe junior en 2007.
En 2016, le rapport du juriste canadien Richard McLaren, commandé par l'Agence mondiale antidopage, révèle un système institutionnalisé de dopage en Russie, notamment le blanchiment de plus de 500 contrôles positifs du laboratoire de Moscou. À la suite de ce scandale, de nombreux athlètes russes sont suspendus, dont Lyukman Adams, qui perd son titre mondial en salle acquis en 2014 ainsi que sa médaille d'argent européenne décrochée la même année. 

## Palmarès
| Date | Compétition                          | Lieu               | Résultat | Marque  |
| ---- | ------------------------------------ | ------------------ | -------- | ------- |
| 2005 | Fest. olympique de la jeunesse euro. | Lignano Sabbiadoro | 1er      | 15,35 m |
| 2007 | Championnats d'Europe juniors        | Hengelo            | 1er      | 16,50 m |
| 2010 | Championnats d'Europe                | Barcelone          | 6e       | 16,78 m |
| 2012 | Championnats du monde en salle       | Istanbul           | 3e       | 17,36 m |
| 2012 | Jeux olympiques                      | Londres            | DQ       | —       |
| 2014 | Championnats du monde en salle       | Sopot              | DQ       | —       |
| 2014 | Championnats d'Europe                | Zurich             | DQ       | —       |
| 2014 | Coupe continentale                   | Marrakech          | 6e       | 16,82 m |
| 2015 | Championnats du monde                | Pékin              | 5e       | 17,28 m |

### Records
| Épreuve     | Épreuve      | Marque  | Lieu     | Date         |
| ----------- | ------------ | ------- | -------- | ------------ |
| Triple saut | En plein air | 17,53 m | Sotchi   | 27 mai 2012  |
| Triple saut | En salle     | 17,36 m | Istanbul | 11 mars 2012 |